# Patrick J. Kehoe
Patrick J. Kehoe (Newport, Rhode Island) es un economista estadounidense especialista en la macroeconomía del desequilibrio, las variables y características del ciclo económico, la crisis financiera y la política monetaria.
Obtuvo la licenciatura en Matemáticas y Ruso del Providence College en 1978, la maestría en Estadística en la Universidad McGill en 1979 y el Ph.D. en Economía de la Universidad de Harvard en 1986. Profesor de la Universidad de Stanford desde 2015, ha sido también profesor de la Universidad de Minnesota de 1984 a 1992, desde 2002 a 2009 y entre 2012 y 2015; de la Universidad de Pennsylvania de 1992 a 1999; y además de 2009 a 2012 de la Universidad de Princeton. Además, es asesor del Banco de la Reserva Federal de Minneapolis e integrante de la Econometric Society.
Es miembro principal del Instituto Stanford para la Investigación de Políticas Económicas y miembro investigador de la facultad en la Oficina Nacional de Investigación Económica. Ha sido miembro de la Junta de Editores de American Economic Review, coeditor de International Economic Review, editor asociado de Journal of International Economics y editor asociado de Quarterly Review del Banco de la Reserva Federal de Minneapolis.
Se ha centrado en el desarrollo de modelos de ciclo económico que dan cuenta cuantitativamente de la Gran Recesión y en el desarrollo de políticas de rescate óptimas durante las recesiones. Anteriormente, trabajó en la categorización de patrones de ciclos económicos entre países y a lo largo del tiempo, nuevos modelos de fricciones financieras, políticas monetarias y fiscales óptimas y los problemas de inconsistencia temporal en las políticas.